# Barbara Lüdecke
Barbara Lüdecke (* 1913 in München; † 10. Oktober 2007 in Bad Wiessee) war eine deutsche Fotografin und Jugendbuchautorin.

## Leben
Barbara Lüdecke war die Tochter eines Offiziers. Die Familie zog im Jahr 1918 nach Berlin, wo Lüdecke das Lyzeum und anschließend die Mary-Wigman-Schule besuchte. Sie schloss eine Ausbildung zur Tanz- und Gymnastiklehrerin ab und arbeitete von 1932 bis 1935 als freie Gymnastiklehrerin. Schon in dieser Zeit veröffentlichte sie als freie Mitarbeiterin auch Texte und Bilder in der Presse. 1936 wurde sie im Hauptberuf Bildberichterstatterin; eine Aufnahmeprüfung für den Reichsverband der Deutschen Presse wurde ihr wegen ihrer bereits veröffentlichten Arbeiten erlassen. Sie wurde Sonderberichterstatterin der Zeitschrift Der Silberspiegel, außerdem veröffentlichte sie z. B. in der Münchner Illustrierten Presse, der Berliner Illustrierten, der neuen linie, der Dame und der Eleganten Welt. Fotos Lüdeckes aus dieser Zeit tragen zum Teil einen Stempel mit dem Text „Barbara Lüdecke - Schriftleiterin i. R.D.P. - Berlin Tiergarten - Brückenallee 8“.
Ihr Atelier in Berlin fiel 1943 den Kriegseinwirkungen zum Opfer, woraufhin sie in die Nähe von Würzburg zog. Nach dem Ende des Zweiten Weltkriegs arbeitete sie weiter als Fotojournalistin; Abnehmer für ihre Bilder waren unter anderem die Zeitschriften Das Ufer und US-Heute. Sie baute die Fotoagentur Internationales Frauenbild auf. Als Schriftstellerin verfasste sie unter anderem die Mädchenjahrbücher Meine Welt – von 12 bis 16. Als Herausgeberin fungierte sie bei dem Sammelband Der Ruf der Mutter, der in der Nachkriegszeit bei Kurt Desch in München erschien. Im Zusammenhang mit dieser Publikation wurde sie als „deutsche Pazifistin“ bezeichnet.
Barbara Lüdecke, die mit dem Filmregisseur Gösta Nordhaus verheiratet war, war Mitglied im Bayerischen Journalistenverband. Sie lebte im Alter in München. Ihr Archiv ging in den Besitz des Fotomuseums im Münchner Stadtmuseum über. Das Österreichische Theatermuseum in Wien besitzt eine Aufnahme Lüdeckes, die die Geschwister Hedi und Margot Höpfner beim Tanzen in Sanssouci zeigt.